# 西日本旅客鉄道吹田工場
吹田工場（すいたこうじょう）は、かつて大阪府にあった西日本旅客鉄道（JR西日本）の車両工場および車両基地である。
近畿統括本部が管轄している工場で、工場の組織としてはJR西日本の唯一であったが、2012年6月1日に検修体制の見直しにより、吹田総合車両所に改称されて廃止された。
JR西日本の車両所・車両工場としては唯一気動車を扱わない電車専門の工場であった。

## 組織

### 本区

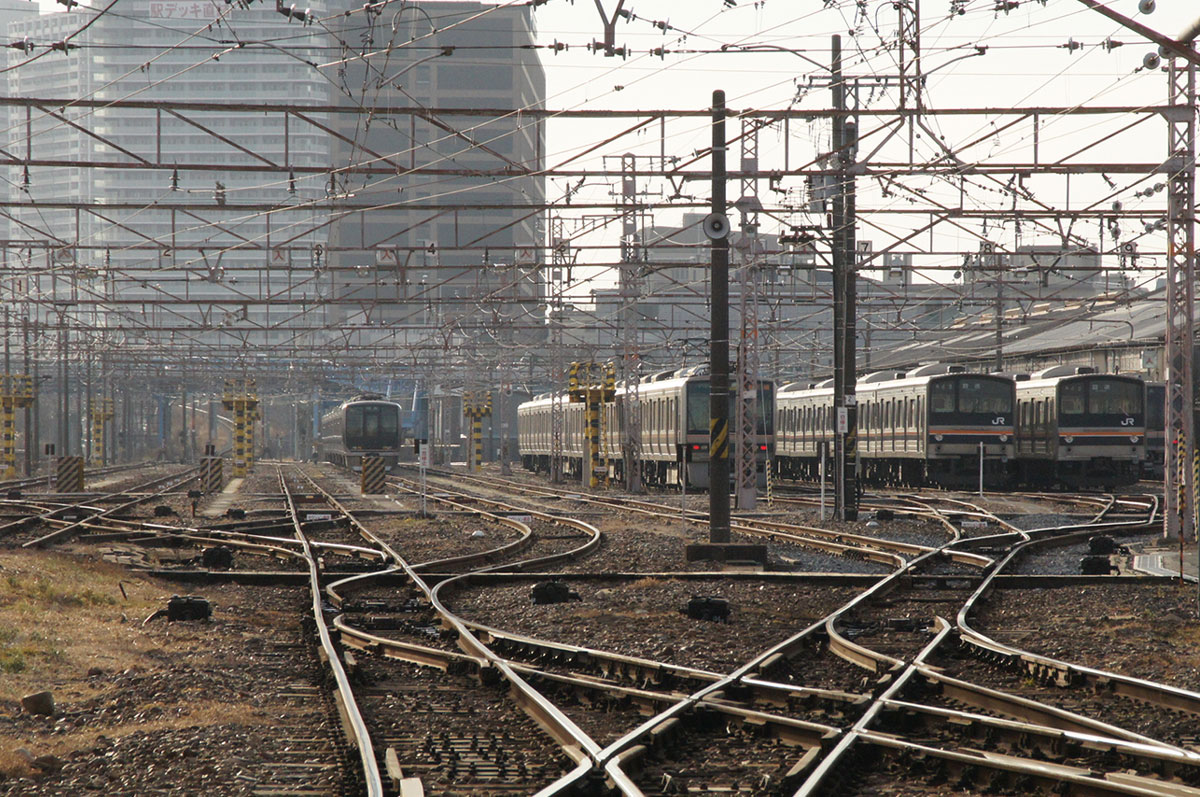
吹田工場高槻派出所構内

大阪府吹田市にあり、東海道本線（JR京都線） 岸辺駅 - 吹田駅間の南側に位置していた。日本貨物鉄道（JR貨物）の吹田機関区と隣接している。車両の全般検査のほか、改造や更新工事なども行われていた。
主な検査車両は自所配置の車両のほか、下記の車両の検査が行われていた。
- 森ノ宮電車区・奈良電車区・福知山電車区・日根野電車区配置の車両
- 京都総合運転所配置の電車
- 宮原総合運転所配置の電車
- 敦賀地域鉄道部敦賀運転センター車両管理室配置の125系電車
- 嵯峨野観光鉄道の車両

### 高槻派出所
大阪府高槻市にある車両基地で、東海道・山陽本線（JR京都線・JR神戸線）の普通（京阪神緩行線）で使用されている車両の夜間滞泊基地として使われていた。高槻電車区として使用されていたが、宮原電車区を経て当工場に統合され、留置線のみが残っていた。

## 沿革
1921年（大正10年）11月1日に湊町駅（現在のJR難波駅）に併設されていた鉄道省湊町工場が廃止され、当工場地に移転したことで開設された。

### 年表
- 1921年（大正10年）11月1日：鉄道省神戸鉄道局吹田工場として発足[2]。
- 1933年（昭和08年）02月：電車修繕を開始[3]。
- 1949年（昭和24年）06月01日：日本国有鉄道に継承。
- 1957年（昭和32年）03月：客車修繕を高砂工場に移管[3]。
- 1964年（昭和39年）09月：東海道新幹線車両部品の修繕を開始[3]。
- 1983年（昭和58年）04月：貨車修繕を廃止[3]。
- 1987年（昭和62年）04月01日：国鉄分割民営化により、JR西日本に継承。近畿運行本部吹田工場に改称[3]。
- 1990年（平成02年）03月：新幹線台車検査輪軸受託業務終了[3]。
- 1993年（平成05年）06月01日：組織改正に伴い、京都支社吹田工場に改称[3]。宮原電車区高槻派出所が吹田工場高槻派出所となる[4]。
- 2010年（平成22年）12月01日：組織改正に伴い、近畿統括本部吹田工場に改称[5]。
- 2012年（平成24年）06月01日：組織改正により吹田総合車両所に改称[1]。

## 車体に記される略号
所属車両に記される略号
近畿統括本部を意味する「近」と、吹田を意味する「スイ」から構成された「近スイ」となっている。京都支社の管轄だった頃は「京スイ」。過去に高槻派出所に207系が配置されていた頃には、「京スタ」（京都支社を意味する「京」と、吹田を意味する「ス」・高槻派出所を意味する「タ」から構成）→「近スタ」であった。

整備済みの車両に記される略号
「吹田工」、「ST」

## 所属車両
2019年4月1日現在の所属車両は以下の通りで、本区のみに配置されていた。
| 電車 | 気動車 | 機関車 | 客車 | 貨車 | 合計 |
| ---- | ------ | ------ | ---- | ---- | ---- |
| 6両  | 0両    | 0両    | 0両  | 0両  | 6両  |

- クモヤ145形電車（6両）
  - 6両が所属している。牽引車。

## 過去の所属車両

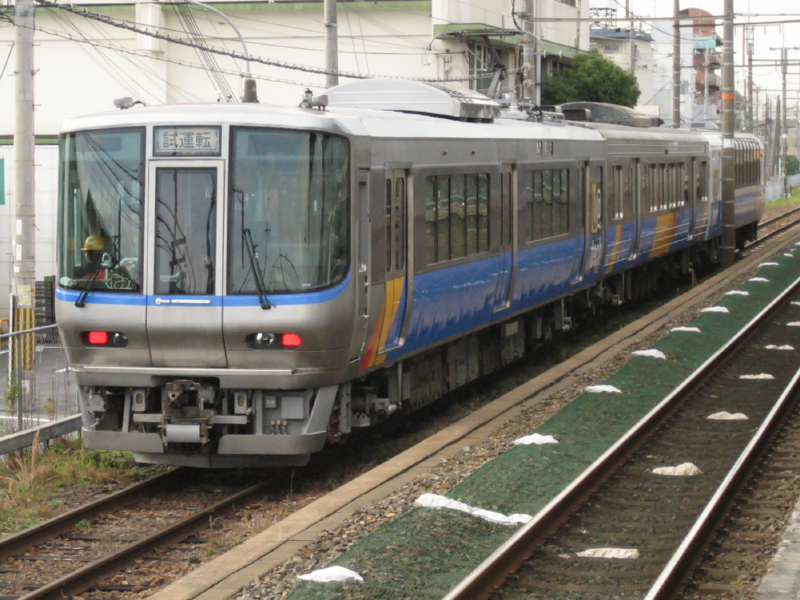
223系9000番台

- 207系電車（1994年 - 1997年）
- 223系9000番台電車（1両）
  - 1両が所属していた。213系と編成を組んで在来線用技術試験車「U@tech」（ユーテック）として改造され、地上側と車両側を高速大容量通信で結ぶ「沿線無線WAN」対応の車上設備を搭載している。2019年3月31日付で廃車[6]。
- 213系電車（2両）
  - 2両が所属していた。以前は岡山電車区に所属し、快速「マリンライナー」として運行されていた。そのうち1両は元パノラマグリーン車である。上記の223系9000番台とともに「U@tech」として改造され、2019年3月31日付で廃車された[6]。